# A Tiempo
A Tiempo é o quarto álbum de estúdio da dupla americana de música pop country Ha*Ash, composta pelas irmãs Hanna Nicole e Ashley Grace. Foi lançado em 16 de maio de 2011, pela Sony Music Latin, e foi apoiado por quatro singles: "Impermeable", "Te dejo en libertad", "Todo no fue suficiente" e "¿De dónde sacas eso?".

## Lançamento e gravação
Três anos passaram entre o último álbum de Ha*Ash e esta produção intitulada A Tiempo. Elas decidiram trabalhar com mais calma para lançar um album renovado que poderiam perceber a sua evolução e maturidade. Ha*Ash trabalhou com o produtor Aureo Baqueiro, e também convidou o italiano Michele Canova.
O álbum foi preparado em Los Angeles, California e Milán, Italia em 2009 e 2010. Esse material foi colocado à venda em 16 de maio de 2011, alcançando o número quatro no México e conquistando as certificações de ouro, Platina, ouro mais Platina no México e certificação de ouro no Peru.
O álbum A Tiempo foi assistido por Ha*Ash, Leonel Garcia, Natalia Lafourcade e Alejandro Fernandez, resultando em um dos melhores álbuns de sua carreira e alcançar tanto sucesso que elas gravaram uma edição especial que as levou a fazer tours na América Latina. 
Em 20 de março de 2012, uma reedição do disco é lançada para incluir as músicas ("Hoy no habrá mañana", "Un beso tuyo" e "Camina conmigo" em sua versão solo), com um DVD que inclui 14 de suas músicas em versão ao vivo, uma câmera nos bastidores e um documentário, alcançando uma nova versão em DVD da certificação dupla Platina no México que os levou a fazer uma turnê pela América do Norte e América Central, chegando pela primeira vez na América do Sul.

## Singles e desempenhos
Deste material foram liberados quatro single: "Impermeable", que conseguiu o primeiro lugar em Itunes, e na parada da Billboard no México, «Te dejo en libertad» (música criada por causa de uma das experiências de Ashley),  foi o single mais significativo do álbum, já que chegou ao #1 no Itunes, assim como nas paradas no México, e obteve um ótimo número de reproduções no YouTube. 
O terceiro single foi «Todo no fue suficiente, publicado em 2 de janeiro de 2012, alcançando a posição #2 nos charts no México, posicionando-se no primeiro lugar de vendas durante seu lançamento na iTunes. O último single lançado foi «¿De dónde sacas eso?» (música criada por causa de uma experiência de Hanna).

## Desempenho do álbum
O álbum alcançou o 4º lugar nas paradas de álbuns mexicanos. Em 8 de dezembro de 2011, o alabum foi certificado como Platina no México. Em 15 de maio de 2012, o álbum foi certificado como Ouro + Platina. Em 29 de novembro de 2017, o álbum acabou sendo certificado como Double Platina no México. Em abril de 2019, o álbum foi certificado Double Platina e Ouro no México.

## Lista de faixas
| Edição Padrão |                                   |                                            |                |         |  |
| N.º           | Título                            | Compositor(es)                             | Produtor(es)   | Duração |  |
| 1.            | "Impermeable"                     | Áureo Baqueiro, Daniela Blau               | Áureo Baqueiro | 4:07    |  |
| 2.            | "Frente a frente"                 | Ashley Grace, Hanna Nicole, Rafael Vergara | Baqueiro       | 4:03    |  |
| 3.            | "Faltas tú"                       | Baqueiro                                   | Baqueiro       | 4:01    |  |
| 4.            | "Irremediable"                    | Ashley, Hanna, Vergara                     | Baqueiro       | 4:02    |  |
| 5.            | "Que haré con este amor"          | Alejandra Alberti, Ignacio Morales         | Baqueiro       | 3:18    |  |
| 6.            | "Sólo una vez"                    | Jorge Ballesteros, Britti Alessandro       | Michele Canova | 4:22    |  |
| 7.            | "Te amo más que ayer"             | Ashley, Hanna, Yoel Henríquez              | Canova         | 3:30    |  |
| 8.            | "Te dejo en libertad"             | Ashley, Hanna, José Luis Ortega            | Baqueiro       | 3:58    |  |
| 9.            | "¿De dónde sacas eso?"            | Ashley, Hanna, Ortega                      | Canova         | 3:27    |  |
| 10.           | "Todo no fue suficiente"          | Ashley, Hanna, Henríquez                   | Baqueiro       | 3:36    |  |
| 11.           | "Camina conmigo" (feat. Río Roma) | Claudia Brant, Ortega                      | Canova         | 3:43    |  |

| Edição Deluxe CD (CD + DVD) |                       |                                            |                |         |  |
| N.º                         | Título                | Compositor(es)                             | Produtor(es)   | Duração |  |
| 12.                         | "Hoy no habrá mañana" | Ashley Grace, Hanna Nicole, Áureo Baqueiro | Áureo Baqueiro | 3:34    |  |
| 13.                         | "Un beso tuyo"        | Ashley, Hanna, Baqueiro                    | Baqueiro       | 3:42    |  |
| 14.                         | "Camina conmigo"      | Claudia Brant, José Luis Ortega            | Michele Canova | 3:41    |  |

| Edição Deluxe DVD (CD + DVD) |                                         |         |  |
| N.º                          | Título                                  | Duração |  |
| 1.                           | "Odio amarte [live]" (Video)            |         |  |
| 2.                           | "De dónde sacas eso? [live]" (Video)    |         |  |
| 3.                           | "No te quiero nada [live]" (Video)      |         |  |
| 4.                           | "Te dejo en libertad [live]" (Video)    |         |  |
| 5.                           | "Sólo una vez [live]" (Video)           |         |  |
| 6.                           | "Lo que yo sé de ti [live]" (Video)     |         |  |
| 7.                           | "Impermeable [live]" (Video)            |         |  |
| 8.                           | "Amor a medias [live]" (Video)          |         |  |
| 9.                           | "Todo no fue suficiente [live]" (Video) |         |  |
| 10.                          | "Qué hago yo? [live]" (Video)           |         |  |
| 11.                          | "Estés donde estés [live]" (Video)      |         |  |
| 12.                          | "Impermeable" (Video)                   |         |  |
| 13.                          | "Te dejo en libertad [live]" (Video)    |         |  |
| 14.                          | "Todo no fue suficiente" (Video)        |         |  |
| 15.                          | "Impermeable" (Behind the scenes)       |         |  |
| 16.                          | "Documentary film"                      |         |  |

## Tabelas musicais
| Tabela musical (2011) | Melhor posição |
| --------------------- | -------------- |
| México (Amprofon)     | 4              |

## Certificações
| Região | Certificação | Vendas/distribuição |
| --- | ------------ | ------------------- |
| México (AMPROFON) | 3× Platina   | 180,000 ^           |
| *vendas baseadas apenas na certificação ^distribuições baseadas apenas na certificação ‡dados de streaming baseados somente em certificação |              |                     |